# BCS理论
BCS理论（BCS theory or Bardeen–Cooper–Schrieffer theory）是解释常规超导体的超导电性的微观理论（所以也常意译为超导的微观理论）。该理论以其发明者约翰·巴丁、利昂·库珀和约翰·施里弗的名字首字母命名。

## 理論
某些金属在极低的温度下，其电阻会完全消失，电流可以在其间无损耗的流动，这种现象称为超导。超导现象于1911年发现，但直到1957年，巴丁、库珀和施里弗提出BCS理论，其微观机理才得到一个令人满意的解释。BCS理论把超导现象看作一种宏观量子效应。它提出，金属中自旋和动量相反的电子可以配对形成所谓“库珀对”，库珀对在晶格当中可以无损耗的运动，形成超导电流。在BCS理论提出的同时，尼古拉·博戈柳博夫也独立的提出了超导电性的量子力学解释，他使用的勃格留波夫变换（Bogoliubov transformation）至今为人常用。
{\displaystyle E=3.52k_{B}T_{c}{\sqrt {1-(T/T_{c})}}}
电子间的直接相互作用是相互排斥的库伦力。如果仅仅存在库伦力直接作用的话，电子不能形成配对。但电子间还存在以晶格振动（声子）为媒介的间接相互作用：電聲子交互作用。电子间的这种相互作用在满足一定条件时，可以是相互吸引的，正是这种吸引作用导致了“库珀对”的产生。大致上，其机理如下：电子在晶格中移动时会吸引邻近格点上的正电荷，导致格点的局部畸变，形成一个局域的高正电荷区。这个正电荷集中的局域会吸引两种自旋方向的费米子（电子），其中自旋相反的电子和原来的电子以一定的结合能相结合配对。在很低的温度下，这个结合能可能高于晶格原子振动的能量，这样，电子对将不会和晶格发生能量交换，也就没有电阻，形成所谓“超导”。

## 貢獻
巴丁、库珀、施里弗因此获得1972年的诺贝尔物理学奖。不過BCS理論無法成功地解釋所謂第二類超導，或高溫超導的現象。

## 拓展阅读
- 关于BCS理论的介绍，可以参见施里弗所著的面向研究生的优秀教材
- ScienceDaily: Physicist Discovers Exotic Superconductivity（页面存档备份，存于）（University of Arizona）August 17, 2006
- Hyperphysics page on BCS （页面存档备份，存于）
- BCS History （页面存档备份，存于）
- Dance Analogy（页面存档备份，存于） of BCS theory as explained by Bob Schrieffer (audio recording)